# Hallowed Be Thy Name
Hallowed Be Thy Name је песма британског хеви метал бенда Ајрон мејден. Песму је написао Стив Харис за албум The Number of The Beast из 1982. Песму су до сада 14 пута обрађивали бендови као што си Дрим тијатер, Машин хед и Крејдл оф филт.
Песма говори о човеку који је послан на вешала. Он се не плаши смрти, али како песма одмиче човек се присећа свог живота. У једном тренутку схвата да је његов живот пропао и почиње да плаче. На самом врхунцу он почиње да размишља о животу после смрти иако није побожан човек. На крају песме човек је погубљен.
На омоту концертне верзије песме из 1993. приказан је Брус Дикинсон којег је пробуразила маскота групе Еди одевен као сатаниста. Сличан мотив, где Еди убија певача који напушта бенд, искоришћен је у венецуелском издању концертног албума Maiden Japan, где Еди у руци држи главу Пола Ди'Ана. Ова тема је такође коришћена и током концерта Raising Hell.
Нумера је такође издата као сингл са концертног албума A Real Dead One из 1993. и The Best of the Beast и постала је песма коју бенд редовно изводи на концертима. Новију верзију песме бенд је снимио 2006. као Б-страну сингла Different World .
Још једну верзију песме група је снимила за ТВ-серијал Live from Abbey Road.
Сингл је такође издат као 7-инчна плоча.

## Песме са сингла
1. „“ (снимљена на концерту у Москви (Русија) 2. или 3. јуна 1993) (Харис) – 7:26.
2. „“ (снимљена на концерту у Хелсинкију (Финска) 27. августа 1992) (Харис) – 3:53
3. „“ (снимљена у Бремену (Немачка) 16. априла 1993) (Смит) – 4:42
4. „“ (снимљена на концерту у Хелсинкију (Финска) 27. августа 1992) (Харис) – 2:57

## Обраде
Песму су обрадили многи бендови током година.
- 1992. - Џемини
- 1995. - Серемонијал оут
- 1996. - Солитјуд етернус
- 1998. - Крејдл оф филт
- 2001. - Сајлент ај
- 2002. - Ајсед ерт
- 2002. - Дрим тијатер
- 2005. - Ди ајрон мејденс
- 2006. - Тејк кавер
- 2007. - Браун бригејд
- 2008. - Машин хед (Maiden Heaven: A Tribute to Iron Maiden)
- 2009. - Антим Грахан (Непал)
- 2010. - Гињол и Мисчиф бру
- 2010. - Мадерџејн

## Састав
- Брус Дикинсон – певач
- Дејв Мари – гитара
- Адријан Смит - гитара (студијска верзија)
- Јаник Герс – гитара (концертна верзија)
- Стив Харис – бас гитара
- Клајв Бер – бубњеви (студијска верзија)
- Нико Макбрејн - бубњеви (концертна верзија)